# Luxilus cardinalis
Luxilus cardinalis är en fiskart som först beskrevs av Mayden, 1988.  Luxilus cardinalis ingår i släktet Luxilus och familjen karpfiskar. Inga underarter finns listade i Catalogue of Life.